# Samuel West
Samuel West (Londra, 19 giugno 1966) è un attore britannico.

## Biografia
Figlio d'arte di Timothy West e Prunella Scales, nel 1993 ha ottenuto la candidatura ai BAFTA come miglior attore non protagonista per il suo ruolo nel film Casa Howard, nel quale recitava anche la madre.

## Filmografia parziale

### Cinema
- L'amico ritrovato (Reunion), regia di Jerry Schatzberg (1989)
- Casa Howard (Howards End), regia di James Ivory (1992)
- Carrington, regia di Christopher Hampton (1995)
- Persuasione (Persuasion), regia di Roger Michell (1995)
- Jane Eyre, regia di Franco Zeffirelli (1996)
- Notting Hill, regia di Roger Michell (1999)
- Bread and Roses, regia di Ken Loach (2000)
- Iris - Un amore vero (Iris), regia di Richard Eyre (2001)
- La carica dei 101 II - Macchia, un eroe a Londra (101 Dalmatians II: Patch's London Adventure), regia di Brian Smith, Jim Kammerud (2003)
- Van Helsing, regia di Stephen Sommers (2004)
- A Royal Weekend (Hyde Park on Hudson), regia di Roger Michell (2012)
- Suffragette, regia di Sarah Gavron (2015)
- L'ora più buia (Darkest Hour), regia di Joe Wright (2017)
- Chesil Beach - Il segreto di una notte (On Chesil Beach), regia di Dominic Cooke (2017)
- The Gentlemen, regia di Guy Ritchie (2019)

### Televisione
- Le cronache di Narnia (The Chronicles of Narnia) – serie TV, 4 episodi (1989)
- Hornblower – miniserie TV, 1 puntata (1999)
- Cambridge Spies, regia di Tim Fywell – miniserie TV (2003)
- La saga dei Nibelunghi (Curse of the Ring), regia di Uli Edel – film TV (2004)
- Mr Selfridge – serie TV, 36 episodi (2013-2016)
- Fleming - Essere James Bond (Fleming: The Man Who Would Be Bond) - miniserie TV, 4 puntate (2014)
- The Frankenstein Chronicles – serie TV, 4 episodi (2015)
- Jonathan Strange & Mr Norrell – miniserie TV (2015)
- L'ispettore Barnaby (Midsomer Murders) – serie TV, episodi 10x02-19x05 (2007-2017)
- Poirot (Agatha Christie's Poirot) – serie TV, episodio 12x04 (2010)
- The Crown – serie TV, episodio 3x01 (2019)
- Delitti in Paradiso (Death in Paradise) – serie TV, episodio 9x01 (2020)
- Creature grandi e piccole - Un veterinario di provincia (All Creatures Great and Small) – serie TV, 28 episodi (2020-2023)
- Il villaggio dei dannati (The Midwich Cuckoos) – serie TV, 5 episodi (2022)

## Doppiatori italiani
Nelle versioni in italiano delle opere in cui ha recitato, Samuel West è stato doppiato da:
- Francesco Prando in La carica dei 101 II - Macchia, un eroe a Londra, Chesil Beach - Il segreto di una notte, Creature grandi e piccole - Un veterinario di provincia
- Riccardo Rossi in A Royal Weekend, The Frankenstein Chronicles
- Alessandro Quarta ne L'ora più buia, Il villaggio dei dannati
- Angelo Maggi in Casa Howard
- Stefano Benassi in Jane Eyre
- Francesco Mei in The Crown
- Paolo Marchese in Mr Selfridge (1ª voce)
- Leonardo Graziano in Mr Selfridge (2ª voce)